# Automotrici SFL ABe 4/6 10-12
Le elettromotrici ABe 4/6 della Società delle Ferrovie Luganesi (SFL), numerate da 10 a 12, sono una serie automotrici elettriche articolate a due casse, costruite per l'esercizio della ferrovia Lugano-Ponte Tresa.
Vendute nel 1981 alla Società Subalpina Imprese Ferroviarie (SSIF), esercente la ferrovia Vigezzina, vennero trasformate con la motorizzazione del carrello centrale, e conseguentemente riclassificate ABe 6/6, con numeri da 33 a 35.

## Storia
Nel 1968 la SWP di Pratteln costruì per la ferrovia Lugano-Ponte Tresa tre elettromotrici articolate, derivate dalle ABDe 6/6 31 e 32 costruite cinque anni prima per la ferrovia Domodossola-Locarno.
A differenza delle loro progenitrici però erano prive di bagagliaio, e il carrello centrale non era motorizzato, per le diverse esigenze di una linea breve e pianeggiante quale la Lugano-Ponte Tresa.
Nel 1979, in seguito all'immissione in servizio dei moderni elettrotreni Be 4/8 21 ÷ 25, vennero vendute alla SSIF, che le modificò con la motorizzazione del carrello centrale, riclassificandole come ABe 6/6, con numeri da 33 a 35.